# ニューオーリンズ (1947年の映画)
『ニューオーリンズ』は、1947年のミュージカル・ドラマで、歌うメイド役でビリー・ホリデイを、バンドリーダー役でルイ・アームストロングをフィーチャーした映画。助演のプレーヤーたち、ホリデイそれにアームストロングが一堂に共演し、あるカップルが恋に落ちて行くようすを描く。
劇中、アームストロングが、ある歌を歌いながら彼のバンドのメンバーを紹介していく。これは、クラシック・ジャズの名手たちの事実上の紳士録となっている。歌いながら紹介されている人物は、トロンボーン奏者のキッド・オリー、ドラマーのズティ・シングルトン（Zutty Singleton）、クラリネット奏者のバーニー・ビガード、ギタリストのバド・スコット（Bud Scott）、ベーシストのジョージ・“レッド”・カレンダー、ピアニストのチャーリー・ビール（Charlie Beal）、同じくピアニストのミード・ルクス・ルイスである。コルネット奏者のマット・キャリー（Mutt Carey）とバンドリーダーであるウディ・ハーマンも、この映画の中で演奏している。
しかしながら、こうした音楽は、むしろ物語をうまく進めるための脇役を務めている。この映画は、アルトゥーロ・デ・コルドヴァ（Arturo de Córdova）とドロシー・パトリック（Dorothy Patrick）が主演、マージョリー・ロード（Marjorie Lord）をフィーチャーした、アーサー・ルービン監督の映画である。

## キャスト
- アルトゥーロ・デ・コルドヴァ - ニック・デュケーヌ
- ドロシー・パトリック - ミラリー・スミス
- マージョリー・ロード - グレース・ヴォイセル
- アイリーン・リッチ（Irene Rich） - Mrs. ラトリッジ・スミス
- ジョン・アレクサンダー - コル・マカードル
- リチャード・ヘイゲマン - ヘンリー・ファーヴァー
- ジャック・ランバート - ビフ・ルイス
- バート・コンウェイ - トミー・レイク
- ジョアン・ブレア - コンスタンス・ヴィジル（コラムニスト）
- ルイ・アームストロング - 本人役
- ルイ・アームストロングと彼のバンド - オリジナル・ニューオーリンズ・ラグタイム・バンド
- ビリー・ホリデイ - エンディ（ミラリーのメイド）
- ウディ・ハーマン - 本人役
- ウディ・ハーマンと彼のオーケストラ - 楽団ごと本人役
- シェリー・ウィンタース - Miss ホームブライト（ニック・シカゴの秘書、クレジットなし）